# 京都市立西ノ京中学校
京都市立西ノ京中学校（きょうとしりつ にしのきょうちゅうがっこう）は、京都府京都市中京区にある公立中学校。

## 沿革
- 1948年（昭和23年）4月 京都市立第一商業学校（現・西京高等学校）の敷地内に開校。
- 1949年（昭和24年）4月 現在地に校舎が竣工、移転する。

## 通学区
通学区は中京区の以下の小学校の通学区域にあたる。
小学校区
- 京都市立朱雀第二小学校
- 京都市立朱雀第四小学校(一部)
- 京都市立朱雀第六小学校
- 京都市立朱雀第八小学校(一部)

## 周辺
- 京都西ノ京内畑郵便局
- 朱雀公園
- 星池公園

## 部活動
体育部
- 野球
- 陸上
- サッカー
- 柔道
- 卓球
- バスケット
- ソフトテニス
- バレーボール（女子）

文化部
- 吹奏楽
- 美術
- 茶華道部（おもに茶道）
- コンピュータサイエンス

## 出身者
- 若天龍祐三（大相撲力士、元幕内）

## 交通アクセス
- 西日本旅客鉄道（JR西日本）山陰本線・京都市営地下鉄東西線 二条駅から西へ300m。